# Franck Gribling
Franck Gribling (Surabaya, Indonesië, 16 oktober 1933) is een beeldend kunstenaar die sinds begin jaren 1950 actief is in Nederland.
In de jaren 1970 en 1980 was Gribling betrokken bij De Appel, waar hij rond 1980 het initiatief nam voor 'Art For The Millions': in een vitrine in de onderdoorgang van het Centraal Station in Amsterdam maakten miljoenen reizigers in het voorbijgaan kennis met de werken van verschillende deelnemende kunstenaars.